# Ronde du Canigou
La Ronde du Canigou est une course cycliste française disputée au mois de février, dans le département des Pyrénées-Orientales. Créée en 1980, elle fait partie d'une série de courses organisées en début de saison par Courses au Soleil. 
De 1982 à 1984, la compétition se déroule sous le nom de la Ronde du Vélo d'or. L'épreuve disparaît en 2015.

## Palmarès
| Année              | Vainqueur              | Deuxième                  | Troisième              |               |
| ------------------ | ---------------------- | ------------------------- | ---------------------- | ------------- |
| Ronde du Canigou   |                        |                           |                        |               |
| 1980               | Claude Cecini          | Christian Fluxa           | Jamie McGahan (en)     |               |
| 1981               | Pascal Rouquette       | Patrick Sarniguet         | Patrick Ardin          |               |
| Ronde du Vélo d'or |                        |                           |                        |               |
| 1982               | Gérard Mercadié        | Philippe Saudé            | Didier Didelot         |               |
| 1983               | Patrick Mauriès        | Bernard Pineau            | Mario Vérardo          |               |
| 1984               | Denis Pelizzari        | Jean-Marc Manfrin         | Sylvain Bolay          |               |
| 1985               | pas de course          | pas de course             | pas de course          | pas de course |
| Ronde du Canigou   |                        |                           |                        |               |
| 1986               | Gilles Bernard         | Franck Boucanville        | Serge Verchère         |               |
| 1987               | Jean-François Laffillé | Jean-François Morio       | Claude Carlin          |               |
| 1988               | Pascal Badin           | Pascal Chavant            | Henning Sindahl        |               |
| 1989               | Philippe Delaurier     | Laurent Pillon            | Jean-François Laffillé |               |
| 1990               | Michel Cante           | Patrick Billet            | Christophe Faudot      |               |
| 1991               | Lars Michaelsen        | Pascal Chavant            | Petr Konečný           |               |
| 1992               | Stéphane Galbois       | Ludovic Auger             | Christophe Leroscouet  |               |
| 1993               | Hervé Boussard         | Éric Magnin               | Gilles Maignan         |               |
| 1994               | Philippe Sanlaville    | Cyril Sabatier            | Manuel Vela            |               |
| 1995               | Samuel Pelcat          | Gilles Eckert             | Richard Szostak        |               |
| 1996               | Gilles Eckert          | Carlos Torrent            | José Sánchez           |               |
| 1997               | Sébastien Fouré        | Carlo Ménéghetti          | Cyril Beaulieu         |               |
| 1998               | David Alcaraz          | Stéphane Augé             | Sébastien Grouselle    |               |
| 1999               | Loïc Lamouller         | Jérôme Desjardins         | Lionel Eychenne        |               |
| 2000               | Nicolas L'Hote         | Christophe Guillome       | Éric Duteil            |               |
| 2001               | Kristoffer Ingeby      | John Nilsson              | Nicolas Méret          |               |
| 2002               | Arnaud Coyot           | Jérémie Dérangère         | Camille Bouquet        |               |
| 2003               | Xavier Pache           | Tom De Meyer              | Franck Bigaud          |               |
| 2004               | Sylvain Boullin        | Samuel Rouyer             | Laurent Mangel         |               |
| 2005               | Stéphane Barthe        | Jérôme Neuville           | Jean-Marc Marino       |               |
| 2006               | Samuel Rouyer          | Franck Charrier           | Olivier Grammaire      |               |
| 2007               | Jérémie Dérangère      | Cédric Barre              | Thomas Bouteille       |               |
| 2008               | Thomas Bouteille       | Tomasz Smoleń             | Jérémie Dérangère      |               |
| 2009               | Guillaume Malle        | Arnaud Molmy              | Mathieu Simon          |               |
| 2010               | Evaldas Šiškevičius    | Jonathan Brunel           | Ramūnas Navardauskas   |               |
| 2011               | Gert Jõeäär            | Antonio Miguel Parra (en) | Sébastien Grédy        |               |
| 2012,              | Romain Delatot         | Flavien Maurelet          | Alexandre Gratiot      |               |
| 2013,              | Benoît Sinner          | Maxime Renault            | Julien Guay            |               |
| 2014,              | Yann Guyot             | Christopher Piry          | Sean Hambrook          |               |